# Zvi Rozen
Zvi Rozen, né le 23 juin 1947, est un footballeur international israélien et entraîneur, évoluant au poste de milieu de terrain.

## Carrière
Rozen commence sa carrière professionnelle au Maccabi Tel-Aviv. Le 14 février 1968, il dispute son premier match sous les couleurs israéliennes, lors d'un match amical, face à la Suisse. Quelques mois plus tard, il remporte son premier championnat d'Israël. Il est sélectionné pour la coupe d'Asie des nations 1968 alors qu'il n'a joué que deux matchs avec Israël et dispute aussi les Jeux olympiques d'été de 1968 où il joue l'ensemble des matchs comme titulaire.
Rozen est, une nouvelle fois, sélectionné par Emmanuel Scheffer, pour disputer la Coupe du monde 1970 et est aligné, à chaque fois, comme titulaire. Le 21 mai 1973, il inscrit un doublé lors des qualifications de la Coupe du monde 1974 face à la Thaïlande.
À la fin de sa carrière de joueur, Rozen se réinsère comme entraîneur. En 1982, il prend en main l'équipe de l'Hapoël Tel-Aviv avec qui il remporte une Coupe d'Israël. En championnat, il ne pourra faire mieux qu'une troisième place acquise lors de la saison 1983-1984.

## Palmarès
- Vainqueur de la Ligue des champions de l'AFC en 1967 et 1969 avec le Maccabi Tel-Aviv
- Champion d'Israël en 1968, 1970, 1972 et 1977 avec le Maccabi Tel-Aviv
- Vainqueur de la Coupe d'Israël en 1967, 1970 et 1977 avec le Maccabi Tel-Aviv et en 1983 avec l'Hapoel Tel-Aviv